# 기타탄고 지진
기타탄고 지진(일본어: 北丹後地震)은 1927년 3월 7일 일본 교토부 북부의 탄고반도에서 일어난 지진이다. 지진 규모는 M7.3. 이 지진으로 인한 피해는 심대이며, 2,925명이 사망했다. 많은 건물이 붕괴하고 화재도 많이 발생했다.

## 진도
아래는 일본 기상청 진도 계급 기준 진도5 이상을 관측한 도도부현의 목록이다.
| 진도 | 도도부현                   |
| ---- | -------------------------- |
| 6    | 교토부 효고현              |
| 5    | 후쿠이현 나라현 히로시마현 |

효고현 도요오카시, 교토부 미야즈시에서 진도6을 관측했다. 미네야마정과 노다가와정에서는 주택 파괴 비율이 90%를 넘겼으며 단층대 인근 지역은 진도7급의 진동이 있었을 것으로 추정된다.

## 단층
이 지진으로 고우무라 단층 (길이 18km)와 그에 직교하는 야마다 단층 (길이 7km)이 지상에 나타났다.

## 같이 보기
- 일본의 지진 목록